# 마나
멜라네시아와 폴리네시아의 종교에서, 마나(mana)는 만물을 창조한 초자연적인 기운을 일컫는다. 19세기 서구에서 처음 사용된 개념이다.
마오리족의 경우 상대를 먹으면 상대의 마나를 얻는다는 개념이 있어서, 싸움하게 되면 그 종족은 전멸하게 되었다고 한다.

## 같이 보기
- 카미
- 신비주의
- 오컬트
- 의식 (문화)
- 과학적 회의주의
- 금기
- 탤리즈먼